# 아그노디케
아그노디케(고대 그리스어: Ἀγνοδίκη)는 기원전 4세기 무렵 고대 그리스의 아테나이에서 활동하였던 조산사 겸 의사이다. 종종 역사에 기록된 최초의 여성 의사로 언급된다. 고대 로마의 작가 가이우스 율리우스 히기누스의 《이야기》(라틴어: Fabulae)에 생애가 소개되어 있다. 아그노디케가 실존 인물인지에 대해서는 이견이 있으나, 여성 의학자의 선구자로서 널리 알려져 있다.
히기누스는 아그노디케가 헤로필로스에게서 의술을 배웠고 자신의 고향인 아테나이에서 남장을 하고 의술을 배풀었다고 소개하였다. 아그노디케가 남장을 한 까닭은 고대 그리스 사회에서 여성은 의사로서 인정받지 못하였기 때문이다. 히기누스는 《이야기》에서 아그노디케의 명성이 커지자 경쟁자인 남성 의사가 그녀가 여성임을 폭로하였고, 재판에 넘겨졌다고 썼다. 불법 의료 행위로 처벌될 위기에 처하였으나 그녀의 치료로 목숨을 건진 여성들이 탄원으로 방면되었고 그 이후 아테나이에서는 남성에게만 의사의 자격을 부여하던 법을 폐지하였다.

## 생애
아그노디케는 고대 아네나이 사람으로 당시로서는 여성에게 금지되어 있던 의술을 배웠다. 머리를 짧게 자르고 남장을 한 뒤 헤로필로스의 의학 수업을 들었다고 한다. 아그노디케는 여성들을 진료할 때에는 자신이 여성임을 알려 안심시켰다. 그로 인해 의사로서 명성을 얻게 되자 다른 의사들의 질투를 사게 되었다. 동료들은 그녀가 여성임을 폭로하고 재판에 세웠다. 아그노디케는 재판정에서 외투를 벗고 자신이 여성임을 들어낼 수 밖에 없었다. 원고들은 여성이 의료 행위를 할 수 없도록 한 아테나이의 법률을 들어 처벌을 요구하였으나, 그녀에게서 치료를 받은 아테네 주요 인사들의 아내들이 탄원을 하여 방면되었다. 아테나이는 여성의 의료 행위를 금지한 법률을 폐지하였다.
히기누스는 아그노디케를 오브스테트릭스(obstetrix)라고 서술하였다. 미국의 고대사 연구자 새러 포메로이는 이것이 산부인과 의사(obstetrician)를 뜻하는 것인지 아니면 당시 아테네에 실재하였던 직업인 조산사를 뜻하는 것인지는 불분명하다고 보았다. 그러나, 헬렌 킹은 고대 그리스에는 의사 면허 제도가 없었기 때문에 의술을 배웠다면 아마도 산부인과 의사와 조산사를 겸하였을 것이라고 말한다.

## 역사적 사실성
현대 역사 학자들은 아그노디케가 실존 인물이 아닐 수 있다고 의심한다. 문제는 아그노디케의 생몰 연도를 알 수 있는 기록이 전무하고 히기누스가 아그노디케 이전에는 아테나이에 여성 산부인과 의사가 없었다고 주장한다는 것이다. 그러나 문헌학적 고증으로는 당시 아테나이에서 이미 조산사라는 낱말이 사용되고 있었다. 히기누스가 아그노디케의 스승으로 언급한 헤로필로스는 일반적으로 여성의학을 연구하여 난소의 존재를 발견한 칼케돈의 헤로필로스로 여겨지는데 , 만약 그렇다면 아그노디케의 활동 시대는 기원전 4세기 후반이거나 기원전 3세기 초반이어야 한다.
아그노디케가 역사적인 실존 인물이라고 믿는 학자들도 두 가지 입장으로 나뉜다. 하나는 아그노디케 이전에 여성 조산사가 전무하였다는 기록은 그녀 이전에도 당연히 여성 치료사가 있었을 것이나 법률적 이유로 기록을 남기지 않았다는 의견이고, 다른 하나는 1938년 케이트 허드미드가 주장한 것으로 아그노디케는 최초로 정식 의학 수업을 수료하고 개업한 여성 의사라는 것이다.

## 여성 의료인에 대한 영향
아그노디케의 이야기는 16세기 유럽에서 여성의 의학 전공 허용을 지지하는 근거가 되었다. 훗날 이 이야기를 옮긴 사람들 가운데 어떤 사람들은 아그노디케가 헤로필로스로부터 의학 전반에 대해 배운 것이 아니라 산부인과 지식, 특히 조산술을 배웠을 것이라고 추측하였다. 18세기 유럽의 조산사는 대부분 남성이었고, 19세기 까지도 여성이 의학을 전공하는 것에 큰 저항이 있었다. 17세기 영국의 가톨릭 조산사로 "교황의 조산사"로 불렸던 엘리자베스 세일리어는 스스로를 근대의 아그노디케라고 칭했다.
반면에 아그노디케의 이야기를 부정적으로 받아들인 사례도 있다. 1851년 아우구스투스 가드너는 강의에서 19세기 뉴욕에서 활동한 낙태술사였던 마담 레스텔를 아그노디케에 빗대어 고대 이래 여러 세기 동안 여성 조산사들은 "문자 그대로 발전이 없다"고 비난하였다.

## 참고 문헌
- Greenhill, William Alexander (1870). "Agnodice". In Smith, William. Dictionary of Greek and Roman Biography and Mythology. 1. p. 74.
- King, Helen (1986), “Agnodike and the Profession of Medicine”, 《Proceedings of the Cambridge Philological Society》 32
- King, Helen (2013), 《The One-Sex Body on Trial: The Classical and Early Modern Evidence》, Farnham, United Kingdom: Ashgate Publishing, ISBN 9781138247628
- King, Helen (2017), 《Agnodice: reading the story》, 2017년 10월 18일에 확인함
- Retief, F. P.; Cilliers, L. (2006), “The Healing Hand: The Role of Women in Greco-Roman Medicine”, 《Acta Theologica》 26 (2)